# نقل‌قول سرانگشتی

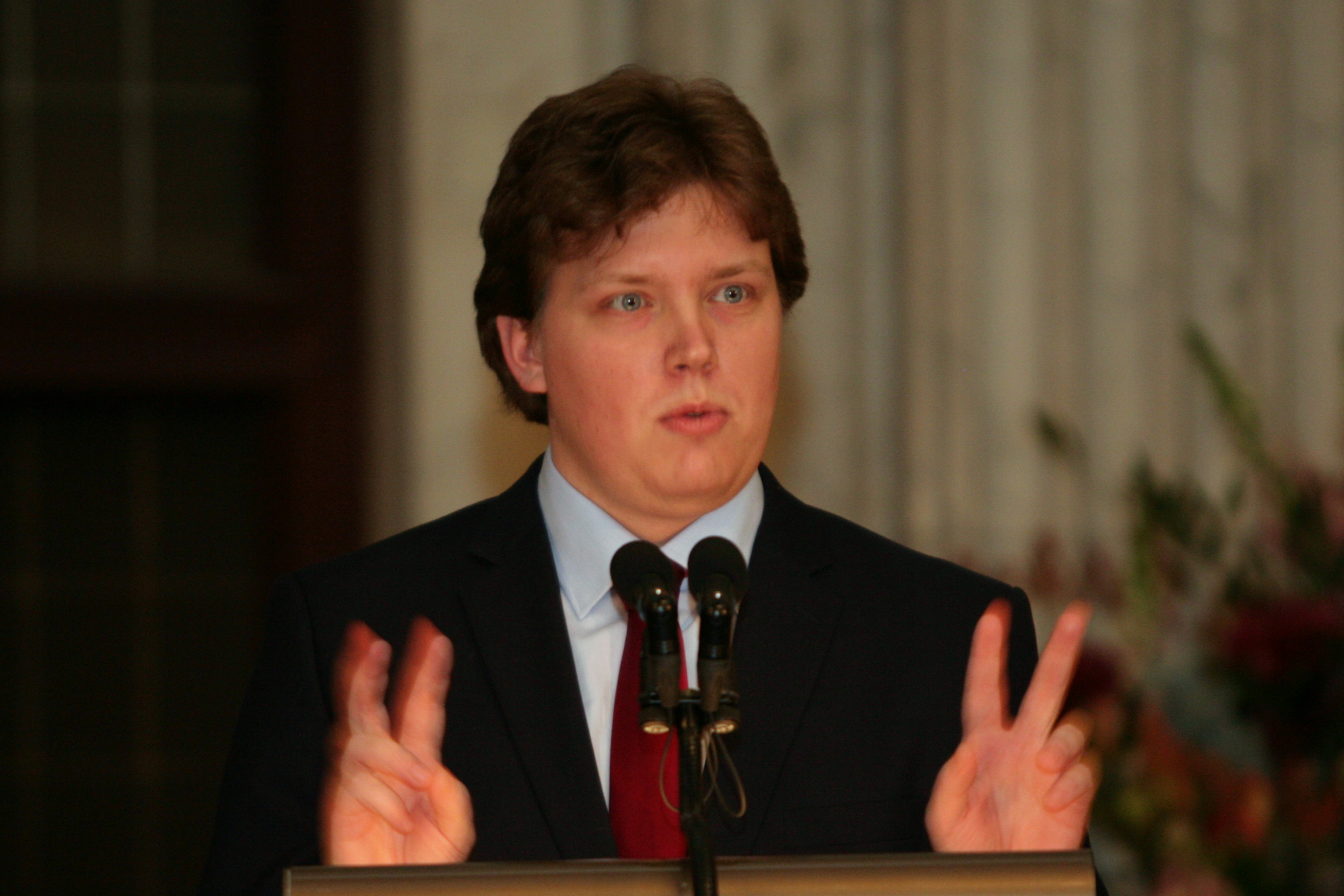
حالت نقل قول سرانگشتی

نقل قول سرانگشتی گیومه‌هایی مجازی هستند که افراد در فرهنگ غربی هنگام صحبت کردن با انگشتان دستشان ایجاد می‌کنند. برای انجام این کار معمولاً در حالی که دست‌ها به اندازهٔ عرض شانه از هم فاصله دارند و هم‌سطح چشم‌های گوینده قرار گرفته‌اند، انگشت‌های نشانه و میانی هر دو دست را هنگام گفتن ابتدا و انتهای عبارت نقل‌شده باز و بسته می‌کنند. عبارت نقل‌شده کوتاه و حداکثر چند کلمه است. از نقل قول سرانگشتی اغلب به منظور طنز، طعنه، آیرونی، حسن تعبیر و . . . استفاده می‌شود.

انگشتان اشاره و میانی دو بار بسته می‌شوند.